# Aného
Aného este un oraș în partea de sud a statului Togo.